# 91 Pułk Lotnictwa Bombowego (Francja)
91 pułk lotnictwa bombowego (fr. 91e Escadre de Bombardement, EB 91) – oddział lotniczy strategicznych sił nuklearnych  francuskich Sił Zbrojnych.

## Struktura organizacyjna
W latach 80. XX w.
- dowództwo – Mont-de-Marsan
- 1 eskadra lotnictwa bombowego (Escadron de bombardement 1/91) – Mont-de-Marsan
- 2 eskadra lotnictwa bombowego (Escadron de bombardement 2/91) – Cazaux
- 3 eskadra lotnictwa bombowego (Escadron de bombardement 3/91) – Orange

Pułk na wyposażeniu posiadał 16 samolotów plus jeden rezerwowy. Były to początkowo samoloty bombowe Mirage IVA uzbrojone w bomby AN-22 o mocy 60 kt. Od 1986 roku były używane zmodernizowane samoloty Mirage IVP przenoszące pocisk kierowany ASMP.
W 1983 roku rozwiązano trzecią eskadrę. Pułk rozwiązano 1 sierpnia 1993 roku. Następnie w 1996 roku rozwiązano eskadrę EB 2/91 Bretagne, a EB 1/91 Gascogne przekształcono na eskadrę rozpoznania strategicznego ERS 1/91.